# Critique du programme de Gotha
 (avril 2009).

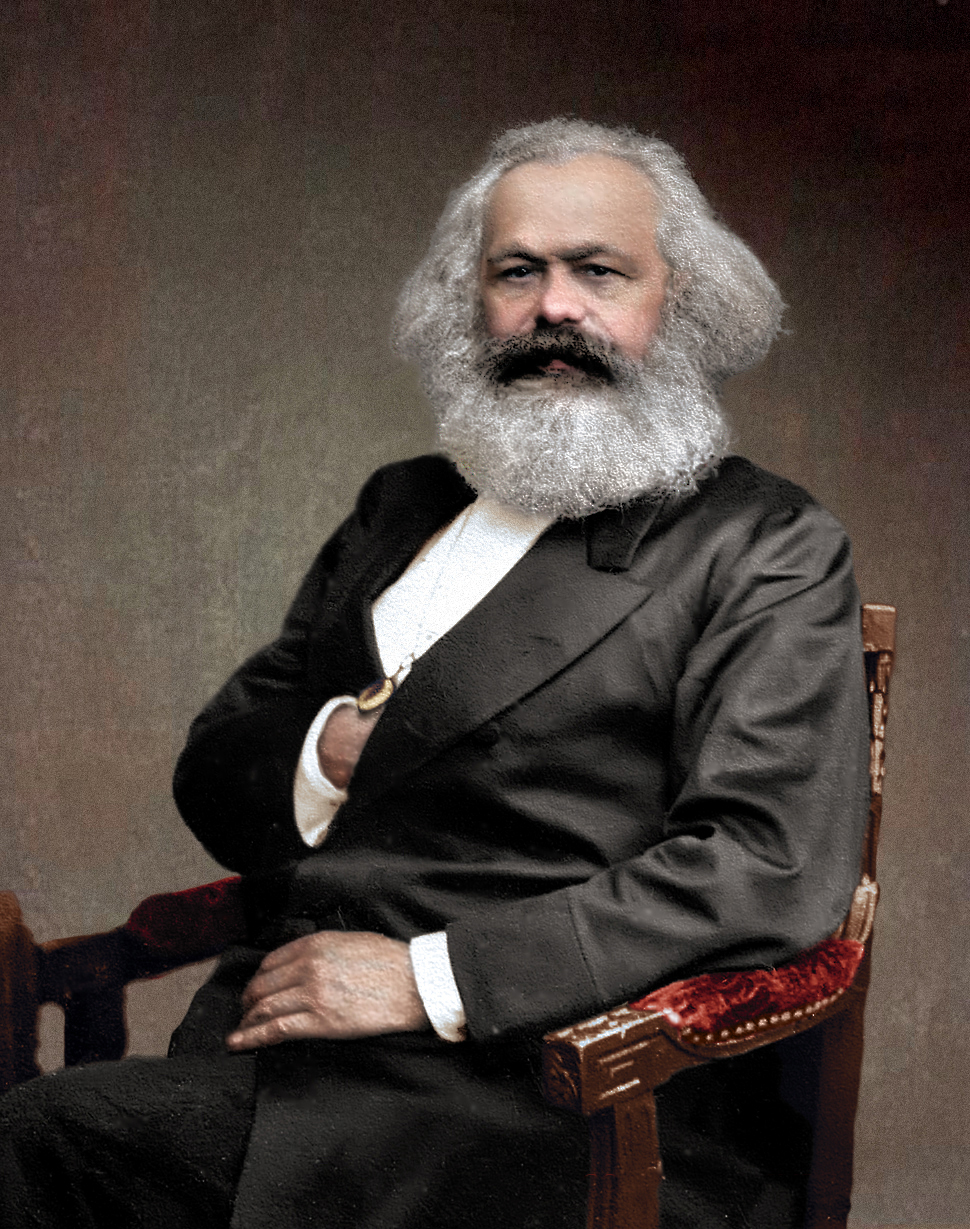
Karl Marx (1818-1883), philosophe et homme politique allemand.

La Critique du programme de Gotha est un texte écrit par Karl Marx en 1875 à la veille du congrès d’unification du mouvement socialiste en Allemagne lors du congrès de Gotha. Ce texte est dans un premier temps confidentiel, et ne sera publié qu’en 1891, après la mort de Marx. Derrière la critique du programme de Gotha, c’est une critique de la philosophie et de l’influence de Lassalle qu'opère Marx. 
Le texte est basé autour de quatre enjeux, le travail, le droit, la lutte des classes et l'État.
Le texte est aussi connu sous le titre de Gloses marginales au programme du Parti ouvrier allemand.

## Le travail
Le travail n’est pas la source de toute richesse dans la mesure où la nature est aussi valeur d’usage. En ce sens, l’homme n’est pas maître de la nature, ce qui constitue une dimension écologique. Le mode de production façonne le travail et conditionne la distribution. De même, le problème n’est pas le travail en soi mais le système du salariat. Marx critique ainsi le programme allemand qui s’attaque à la distribution sans en chercher les causes au sein de la production. Il explique de plus que le travail est central puisqu’il est la mesure de l’égalité en ce sens qu’il est le même étalon et qu’il ne reconnaît aucune différence de classe. 

## Le droit
Le droit s’appuie donc sur le travail (mais Marx reconnaît que cela pose un problème car cela consiste à ne voir les hommes qu’uniquement sous l’aspect de travailleur). Et puisque les hommes sont inégaux par nature, le droit se doit d’être inégal. La première phase de la société communiste serait donc en confrontation avec le droit dans la mesure où celui-ci serait en avance sur l’évolution des conditions de production. Cependant l’horizon borné du droit bourgeois a vocation à disparaître et à être dépassé dans une société régie selon l’adage : de chacun selon ses capacités, à chacun selon ses besoins.

## La lutte des classes
Marx réaffirme le caractère révolutionnaire de la bourgeoisie et l’impossibilité de la catégoriser en tant que masse réactionnaire homogène. Dans la continuité de La Guerre civile en France, il explique que la lutte des classes doit dépasser le cadre de la nation, la priorité étant de s’organiser en classe dans le cadre de la société bourgeoise. Le programme de Gotha n’est pas assez radical à propos de la lutte des classes dans la mesure où il l’aborde sous l’aspect de la question sociale qu’il convient d’amorcer.

## L'État
Le programme de Gotha est étatiste dans la mesure où il est perçu comme un outil pouvant être au service du prolétariat, occultant sa propension naturelle à l’oppression. Pour autant Marx ne rejette pas cette violence qu’il convient de canaliser durant une période extrêmement brève : c’est la dictature du prolétariat.  Entre la société capitaliste et la communauté communiste se place la période de transformation révolutionnaire de l’une en l’autre, à quoi correspond une période de transition politique, où l’État ne peut être autre chose que la dictature révolutionnaire du prolétariat (à entendre ici du point de vue romain – c'est-à-dire contre la tyrannie – et non pas moderne). Le texte possède une dimension anti-étatiste, que l’on retrouve déjà dans La Guerre civile en France (1871). Marx explique que le maintien de l’État n’est qu’une phase transitoire et que l’objectif des communistes reste l’abolition de l’État. L’État ne doit pas éduquer le peuple mais c’est plutôt l’État qui a besoin de recevoir une rude éducation de la part du peuple. Il lui paraît nécessaire que, dans un premier temps, l’État soit ainsi sous le contrôle de la population.

### Éditions récentes
- Karl Marx, Critique du programme de Gotha, trad. S. Dayan-Herzbrun, les Editions sociales, coll. Geme, 2008
- Karl Marx, Critique du programme du Parti Ouvrier Allemand (1875) (programme de Gotha), traduction par M. Rubel et L. Évrard, dans le tome I des Œuvres de Marx, Bibliothèque de la Pléiade.
- Karl Marx et Friedrich Engels (trad. Corinne Lyotard, introduction, notes et commentaires de François Châtelet), Manifeste du parti communiste (1848) et Critique du programme de Gotha (1875) [« Manifest der Kommunistischen Partei / Kritik des Gothaer Programms »], Paris, Librairie générale française, coll. « Le Livre de poche, Les Classiques de la Philosophie », 2004 (1re éd. septembre 1973), 155 p. (ISBN 2253014915 et 9782253014911, OCLC 496671293, lire en ligne)